# Venturuccio di Giannuccio
Venturuccio di Giannuccio (zm. w XIV wieku) – kapitan regent San Marino w okresie od 1 kwietnia do 1 października 1321 roku (brak danych o drugim kapitanie regencie).